# Lomaspilis nigrounicolorata
Lomaspilis nigrounicolorata là một loài bướm đêm trong họ Geometridae.